# Wakatsuki Reijirō
El barón Wakatsuki Reijirō (若槻 礼次郎?  21 de marzo de 1866 – 20 de noviembre de 1949) fue un político japonés y fue el 25º y 28º primer ministro de Japón.

## Primeros años
Nació en Matsue, provincia de Izumo (actual prefectura de Shimane). Su padre, Okumura, fue un samurái que servía al daimyō local Matsudaira. Posteriormente, se casó con una mujer de la familia Wakatsuki y adoptó el apellido ya que la familia no poseía heredero masculino. Estudió leyes en la Universidad Imperial de Tokio en 1892.

## Vida política
Tras graduarse, trabajó en el Ministerio de Finanzas como director de la oficina de impuestos y posteriormente como viceministro.
En 1911 fue nombrado senador en la Casa de Lores. Luego fungió como ministro de Justicia en el tercer gabinete de Katsura Tarō y en el segundo gabinete de Ōkuma Shigenobu, a comienzos de la década de 1910 y se convirtió en un miembro líder del Rikken Dōshikai y posteriormente del Kenseikai en 1914.
En 1924 fue ministro del Interior en el gabinete de Katō Takaaki, y trabajó en la elaboración de la Ley de Sufragio Universal en Hombres y la Ley de Preservación de la Paz en 1925.

## Primer ministro
El 28 de enero de 1926 tuvo que asumir interinamente el cargo de primer ministro tras la incapacidad física de Katō, luego tras la muerte de éste dos días después, Wakatsuki tomó posesión del cargo el 30 de enero. Su primer gobierno terminó el 20 de abril de 1927, a causa de la negativa del Consejo Privado a aprobar el plan de ayuda financiera el Banco de Taiwán con el que el Gobierno pretendía solucionar la crisis que había surgido el mes anterior.
Fue el jefe de la delegación japonesa en la Conferencia Naval de Londres, aseguró la rápida ratificación del tratado de desarme, causando la ira del Ejército Imperial Japonés y varios grupos ultranacionalistas.
Cuando el primer ministro Hamaguchi Osachi renunció tras ser herido en un intento de asesinato, Wakatsuki asumió el liderazgo del Rikken Minseitō, sucesor del Kenseikai. Fue nuevamente primer ministro, desde el 14 de abril hasta el 11 de diciembre de 1931. En su segundo mandato, perdió el control del Ejército y no pudo evitar el incidente de Mukden, ni las posteriores operaciones militares decididas independientemente por los mandos militares. Por entonces el país sufría una crisis económica y el prestigio gubernamental era escaso. El gabinete era débil y se limitó a seguir las líneas marcadas por el anterior, sin atreverse a cambiar la política respecto de China por temor a la oposición de los ultranacionalistas. El descubrimiento de un nuevo plan de golpe de Estado militar aceleró el fin del mandato. Los desesperados esfuerzos de Wakatsuki por limitar las acciones de los militares en Manchuria fracasaron. Era contrario al establecimiento de un nuevo Estado en Manchuria, pese a que los militares destacados en China amenazaron con proclamarse autónomos del Gobierno tokiota si este no los respaldaba en sus planes en ese sentido.
Tras su retiro como primer ministro, se opuso rotundamente a librar una guerra contra los Estados Unidos, y tras la declaración de las hostilidades, abogó por la pronta terminación de la contienda.